# Vranjkovci
Vranjovci su bivše samostalno naselje s područja današnje općine Vareš, Federacija BiH, BiH.

## Zemljopisni položaj
Semizova Ponikva je zapadno, a sjeverozapadno je uzvisina Vis (1279 m). Kod Vranjkovaca je još prije Drugoga svjetskog rata bio rudnik. Bliže Vranjkovcima je kota 1286. Nekoliko potoka izvire i protječe kod Vranjkovaca.

## Povijest
Za vrijeme socijalističke BiH ovo je naselje pripojeno naselju Semizova Ponikva.